# Total Recall (videogioco 1990 computer)
Total Recall è un videogioco tratto dal film Atto di forza e pubblicato nel 1990 per gli home computer Amiga, Amstrad CPC, Atari ST, Commodore 64 e ZX Spectrum dalla Ocean Software. È costituito da un'alternanza di livelli a piattaforme e livelli alla guida di un'automobile.

## Trama
La trama riprende quella di Atto di forza e ogni livello è vagamente ispirato a eventi del film. La premessa è che il protagonista Douglas Quaid, apparentemente un uomo comune del futuro, è tormentato da strani sogni su Marte (nella presentazione su Amiga, ST e C64 vengono mostrate scene dei sogni). A causa di un innesto di memoria non riuscito, scopre che la sua vita attuale è una menzogna e per via del suo misterioso passato viene braccato dal capo della polizia Richter e i suoi scagnozzi. A questo punto ha inizio il gioco, con Quaid che cerca di scoprire la verità, attraverso i seguenti livelli:
- in una città futuristica, Quaid deve trovare oggetti che fanno riferimento al film, come la valigetta di Hauser, e infine raggiungere una certa cabina telefonica.
- Quaid sequestra un "Johnny Cab" (un taxi con pilota automatico) e continua la sua fuga in auto.
- (non presente su Commodore 64) Quaid scopre di essere Hauser e dover andare su Marte; di nuovo a piedi, deve raggiungere lo spazioporto.
- (solo su Amiga e Atari ST) su Marte, Quaid è ancora braccato da Richter e deve farsi strada dentro la colonia marziana.
- incontrata Melina, la donna che appariva nei suoi sogni, e aiutato dal tassista Benny, Quaid attraversa in auto le caverne di Marte per raggiungere il rifugio dei ribelli.
- (solo su Amiga e Atari ST[1]) di nuovo a piedi nei sotterranei, si deve raggiungere il capo ribelle Kuato. C'è una fase in cui si controlla Melina al posto di Quaid.
- Sempre nei sotterranei, Quaid deve attivare i meccanismi per poter raggiungere il reattore alieno che permetterà la terraformazione di Marte. Su Amiga e Atari ST ci sono anche due scontri finali con Richter e con il capo della cospirazione, Cohaagen.

## Modalità di gioco
Il design e il numero dei livelli sono diversi tra le versioni Amstrad/Spectrum, Amiga/Atari e Commodore 64. In quest'ultima in particolare la meccanica di gioco dei livelli di guida è differente.
Nei livelli a piedi si controlla Quaid in grandi ambienti a piattaforme, con visuale bidimensionale di lato e scorrimento in tutte le direzioni. Gli scenari sono labirinti con ascensori, trappole, power-up e oggetti da raccogliere, e gli scagnozzi di Richter come nemici.
Il personaggio può correre in orizzontale, saltare e accovacciarsi. Per combattere si può selezionare tra l'uso dei pugni o l'uso dell'arma da fuoco, che ha però proiettili limitati, per sparare in orizzontale. Solo su Commodore 64 si usa sempre l'arma da fuoco con proiettili illimitati, mentre il personaggio usa i pugni solo per aprire le casse che contengono gli oggetti.
Si dispone di una sola vita e di una barra di energia, ma è possibile ottenere dei continua.
I due livelli in automobile, in tutte le versioni tranne Commodore 64, sono sostanzialmente degli sparatutto a scorrimento orizzontale. Si avanza sempre verso destra su una strada dritta a scorrimento continuo con visuale obliqua. L'auto del giocatore può muoversi in tutte le direzioni, rimanendo sempre rivolta verso destra, e sparare in avanti con munizioni illimitate. Si combatte contro i veicoli nemici, che includono anche boss di fine livello.
I due livelli in automobile su Commodore 64 hanno invece visuale dall'alto e scorrimento libero in tutte le direzioni. Si deve trovare il traguardo in un labirinto di strade con l'aiuto di una minimappa parziale, incontrando ostacoli, veicoli nemici e oggetti da raccogliere. L'insolito sistema di controllo consente di muovere l'auto con inerzia in tutte le direzioni, anche se rimane rivolta dalla stessa parte. Solo premendo anche il pulsante di fuoco si cambia l'orientamento dell'auto (andando in avanti si raggiungono velocità più elevate).

## Altre versioni
Lo sviluppo del gioco per Commodore 64 e Spectrum venne interrotto a uno stadio avanzato, in quanto il risultato era insoddisfacente, e rifatto da capo in breve tempo. La prima versione scartata era molto diversa da quella poi pubblicata. Nel caso dello Spectrum la prima versione era apparsa come demo non giocabile allegato alla rivista spagnola MicroHobby ed è stata recuperata molti anni dopo anche come demo giocabile.
Un altro Total Recall, realizzato da produttori diversi negli Stati Uniti, uscì per la console NES. Presenta anch'esso sequenze a piattaforme e di guida, ma piuttosto diverse da tutte le versioni per computer.